# Biserica de lemn din Forăști
Biserica de lemn „Sfântul Nicolae” din Forăști este un lăcaș de cult ortodox construit în anul 1766 în satul Forăști din comuna omonimă aflată în județul Suceava. Edificiul religios se află localizat în cimitirul satului și are hramul Sfântul Nicolae, sărbătorit la data de 6 decembrie.
Biserica de lemn din Forăști a fost inclusă pe Lista monumentelor istorice din județul Suceava din anul 2015 la numărul 267, având codul de clasificare  SV-II-m-A-05549. Pe această listă este trecut eronat anul 1764 ca an al construcției lăcașului de cult.

## Istoricul bisericii
Prima atestare a satului Forăști datează din aprilie 1595, când domnitorul Aron Tiranul întărește cneaghinei fostului logofăt Bârlădeanul părți de ocină din satul Forăști, cumpărate cu 120 de taleri de argint. Denumirea satului provine de la boierii Forăscu, care au fost proprietarii acestei moșii. Pe la mijlocul secolului al XIX-lea, moșia și satul erau stăpânite de vornicul Alecu Botez-Forăscu, postelnicul Ștefan Botez-Forăscu și aga Costache Forăscu.
Biserica de lemn din Forăști a fost construită în anul 1766 de boierul C. Forăscu. Perioada construcției este atestată de o inscripție aflată la partea superioară a ancadramentului ușii de intrare: „7274 martie 4”. Ctitorul bisericii este considerat de către istoricul de artă Nicolae Stoicescu a fi boierul C. Forăscu, stăpânul satului la acel moment.
Inițial biserica avea dimensiuni modeste, comunitatea locală fiind și ea destul de redusă numeric. Cronica parohiei menționează că în a doua jumătate a secolului al XIX-lea s-a adăugat un pridvor închis pe latura sudică, deasupra sa fiind ridicat și un turn clopotniță înalt. O altă serie de lucrări de renovare ale lăcașului de cult au avut loc în anul 1920 când s-au căptușit pereții, atât pe interior, cât și pe exterior, cu scânduri de brad, vopsite ulterior (în dorința de a proteja bârnele bisericii de intemperii) și s-au lărgit ferestrele absidelor (0.70x1.00 metri), pentru a permite o mai bună iluminare a interiorului bisericii.
În 1959 s-a înlocuit acoperișul care începuse să se degradeze, construindu-se un acoperiș nou din șindrilă bătută în „solzi”, cu pantă înaltă și o ușoară frângere în zona absidelor. Streașina largă are scopul de a proteja pereții bisericii, nepermițând apei de ploaie să se scurgă pe pereți.
Deoarece mica biserică de lemn nu mai făcea față nevoilor comunității, a devenit necesară construirea unei noi biserici. În anul 2001, în vremea păstoririi preotului paroh Vasile Damian, în apropiere de biserica de lemn s-a început construcția unei biserici noi, de zid. Lucrările au fost continuate de preotul Florentin Gheorghiu, în timpul căruia s-a montat acoperișul și s-au realizat tencuielile interioare și exterioare, și apoi de preotul Ionel Coca, în timpul căruia a fost finalizată construcția și înfrumusețarea sfântului lăcaș. Construirea noii biserici s-a realizat prin contribuția enoriașilor, cu fonduri din partea Guvernului României și de la Consiliul Județean Suceava. Biserica nouă din Forăști, cu hramul Adormirea Maicii Domnului, a fost sfințită duminică, 1 august 2010, de arhiepiscopul Pimen Zainea al Sucevei și Rădăuților. Acesta a sosit într-o caleașcă, înconjurat de călăreți îmbrăcați în costume naționale. Cu acest prilej, arhiepiscopul Pimen a acordat preotului paroh Ionel Coca rangul de iconom.
În anul 2015, Biserica de lemn din Forăști a fost supusă unui proces complex de restaurare. Cu ajutorul fondurilor de la Ministerul Culturii, comunitatea, în frunte cu primarul comunei, Brăduț Avramia, și cu implicarea preotului restaurator Constantin Bobu, au reușit salvarea acestui monument și pentru generațiile viitoare. Această biserică de lemn este singura din județul Suceava care a beneficiat de restaurare în ultimii 25 de ani. Se intenționează crearea unui muzeu local în spațiul bisericii de lemn.

## Arhitectura bisericii
Biserica de lemn din Forăști este construită din bârne de stejar, îmbinate în „coadă de rândunică” și acoperită cu șindrilă bătută în „solzi”. Ea are un soclu de piatră înalt. Pereții din bârne ai bisericii sunt placați cu scânduri vopsite cu verde, foarte decolorate. Are și un turn clopotniță de lemn de aceeași culoare.
Monumentul are plan triconc (formă de cruce), cu abside pentagonale (atât cele laterale, cât și cea decroșată a altarului) și cu pridvor pe latura de sud-vest. Vechimea construcției este demonstrată de ancadramentul ușii de la intrare (pe care se află pisania).
În interior, biserica este împărțită în patru încăperi: pridvor, pronaos, naos și altar. Intrarea în biserică se face pe o ușă situată în peretele sudic al pridvorului. Pridvorul are o formă pătrată, având deasupra sa turnul clopotniță. În pereții de est și de vest ai pridvorului se află două ferestre (0.55x0.80 metri).
Între pridvor și pronaos este un perete despărțitor pe unde se intra în biserică înainte de construirea pridvorului. Intrarea se face printr-un portal ce are la partea superioară o inscripție flancată de motive decorative. Pe ambele rame ale ușii se află aceleași motive dispuse simetric: o vază din care cresc trei ramuri cu terminațiile trilobate, deasupra cărora se înalță un vrej stilizat, cu tulpini arcuite. La partea superioară a ancadramentului se află dispuse de la stânga la dreaptă o rozetă cu șase raze, înscrisă într-un cerc cu rol de chenar, un soare cu raze care seamănă cu un chip omenesc (are ochi, nas și gură), o cruce, o semilună și din nou o rozetă (identică cu prima).
Pronaosul are o formă pătrată (4.90 metri), cu o fereastră pe latura de vest (0.55x0.80 metri). El are un tavan deasupra sa. Din pronaos se pătrunde în naos printr-o deschizătură cu lățimea de 3.50 metri. Naosul are și el o formă dreptunghiulară (4.80x5.50 metri), cu două abside pentagonale simetrice pe laturile de nord și de sud, în care s-au practicat câte o fereastră (0.70x1.00 metri). Deasupra naosului se află o boltă semicilindrică care se continuă și în altar (unde avansează cu 1.50 metri), dar nu acoperă și absidele laterale.
Altarul are o absidă de formă pentagonală (3.25x3.55 metri) și trei ferestre, iar în decroșurile de nord și de sud se află proscomidiarul și diaconiconul. Fereastra din axul absidei altarului a fost lărgită la 0.70x1.00 metri, în timp ce ferestruicile din cele două decroșuri au dimensiunile inițiale de 0.15x0.30 metri. Catapeteasma este dispusă cu 0.90 metri în fața absidei decroșate.

## Imagini

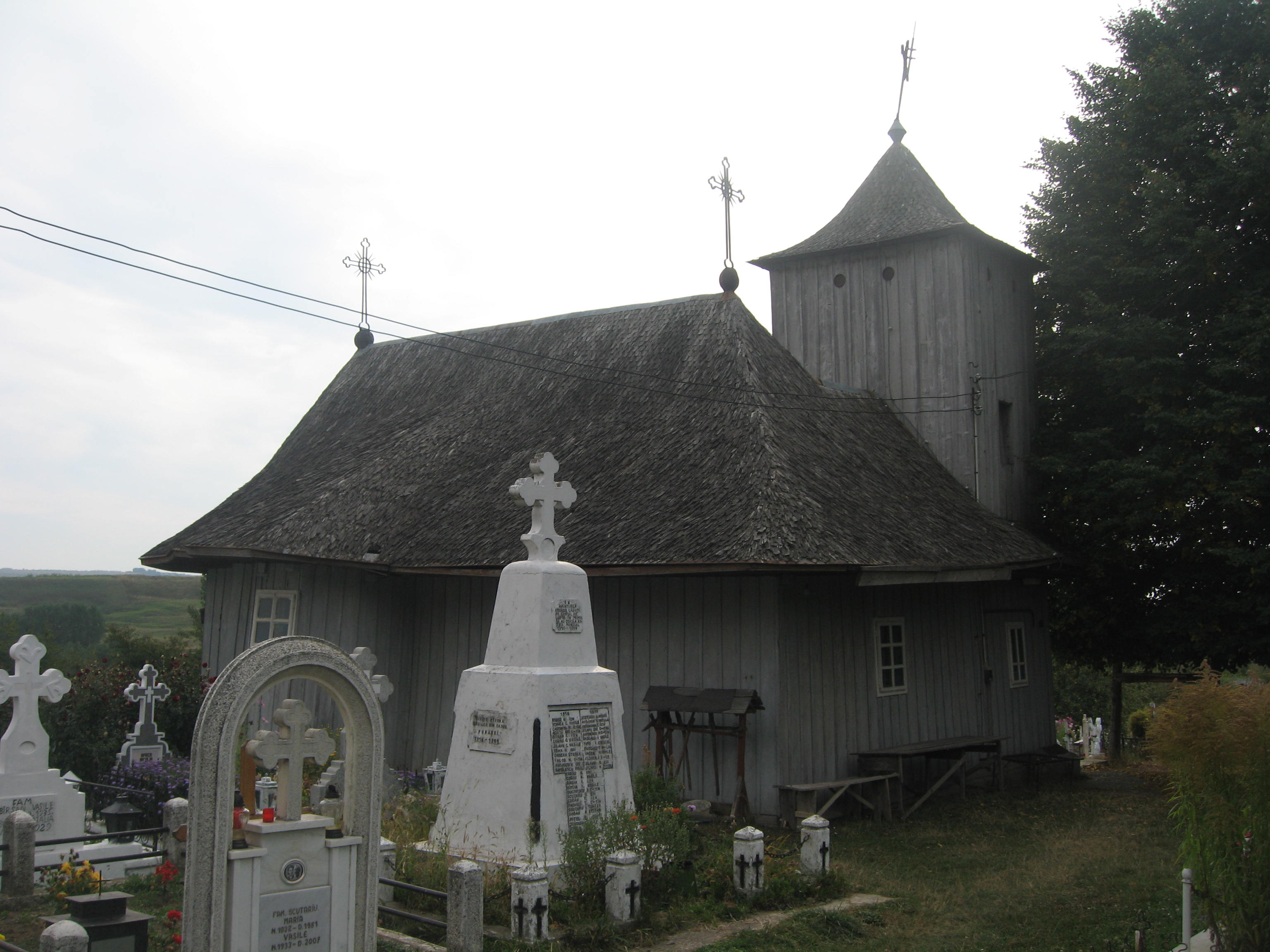
Biserica pe latura nord-vestică
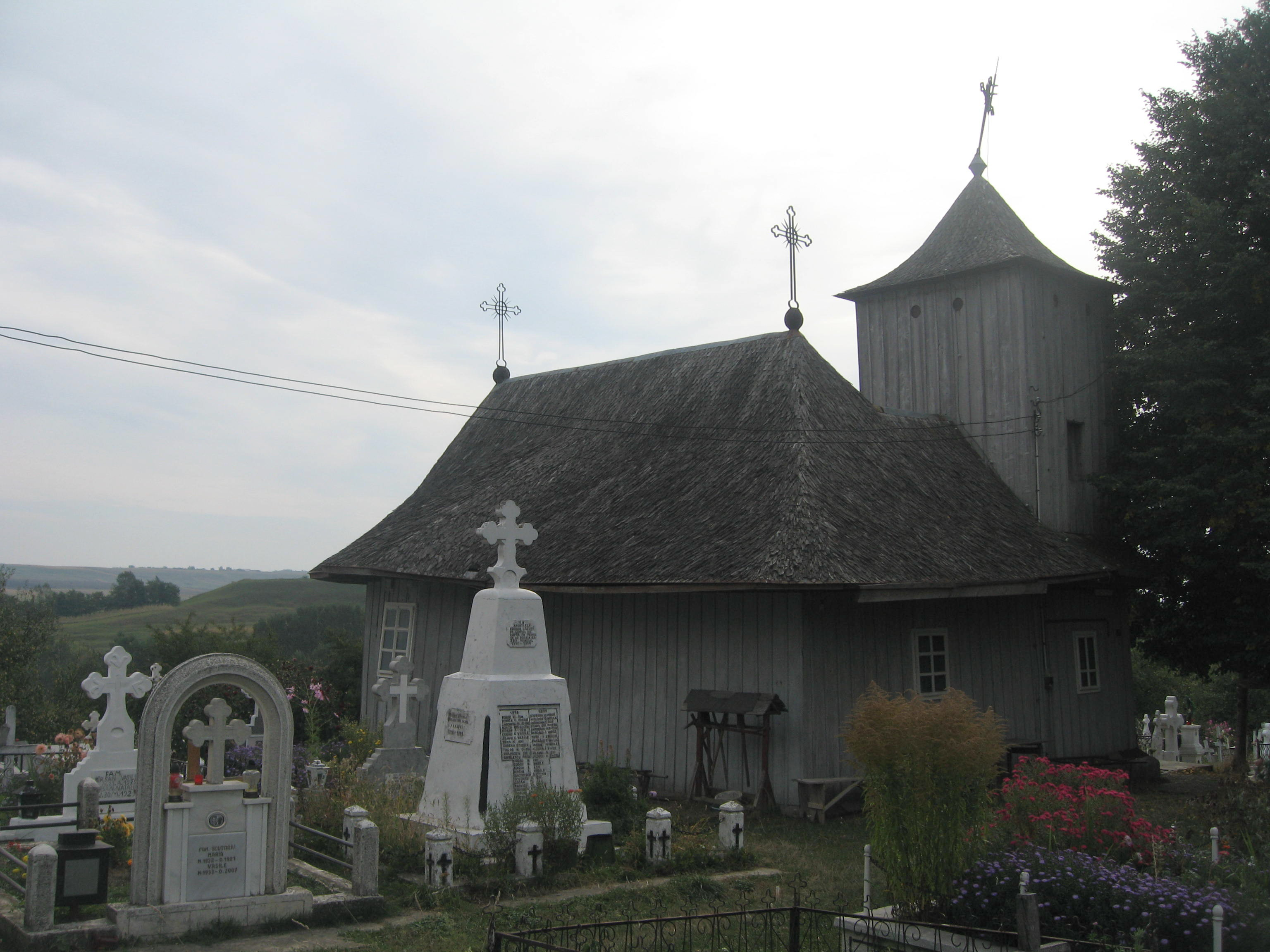
Biserica pe latura nord-vestică
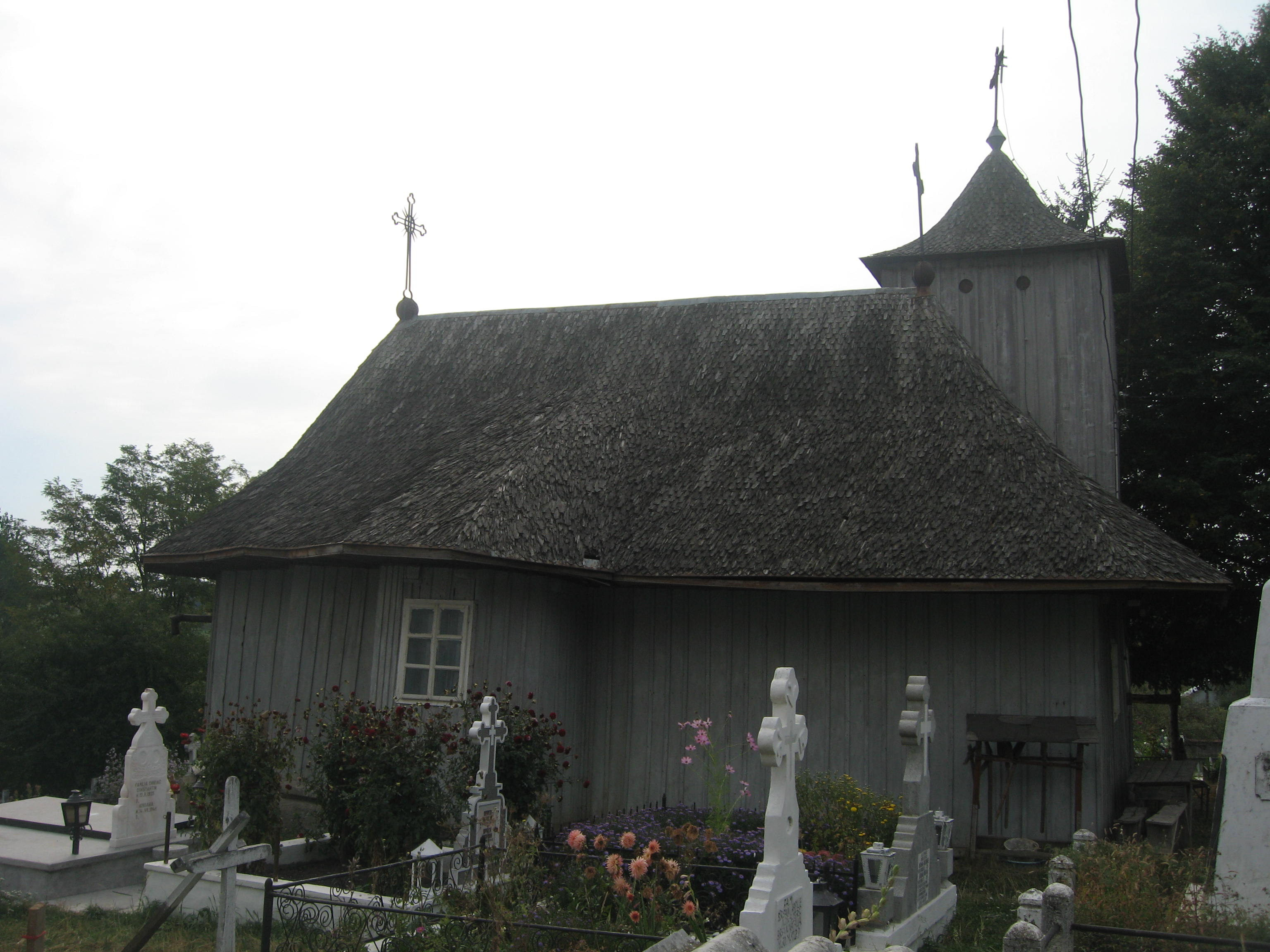
Biserica pe latura nord-vestică
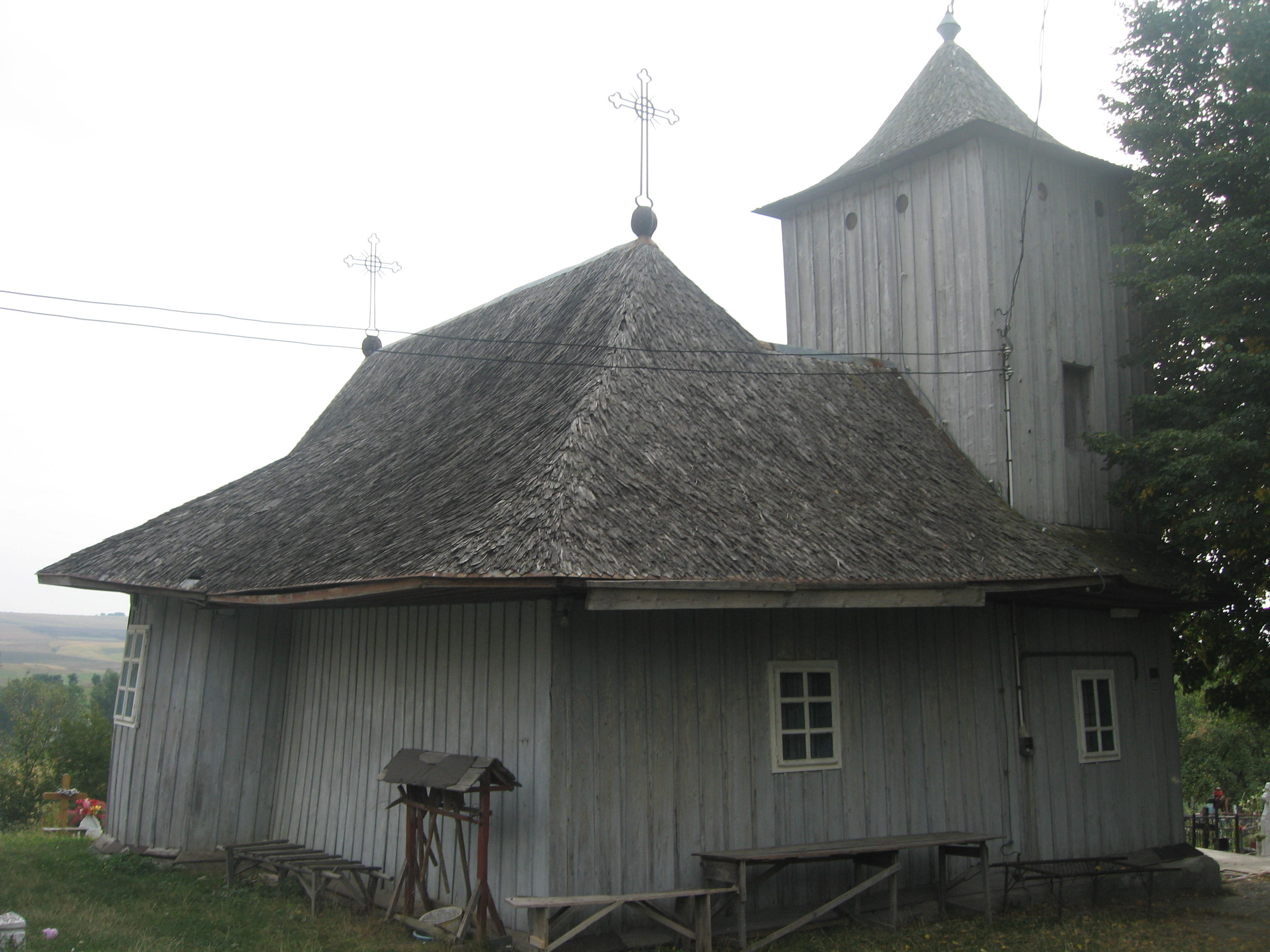
Biserica pe latura nord-vestică
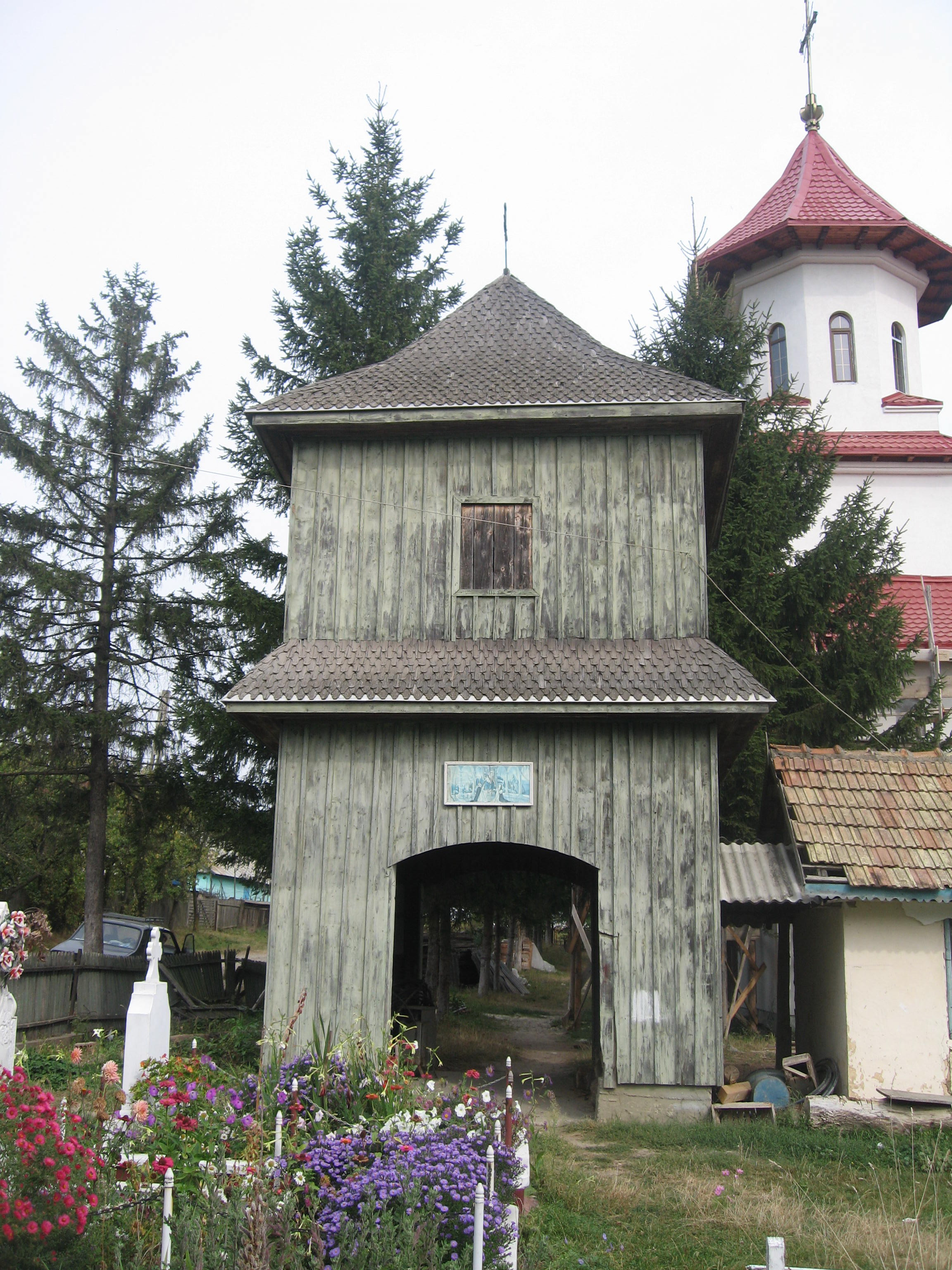
Turnul clopotniță și biserica nouă
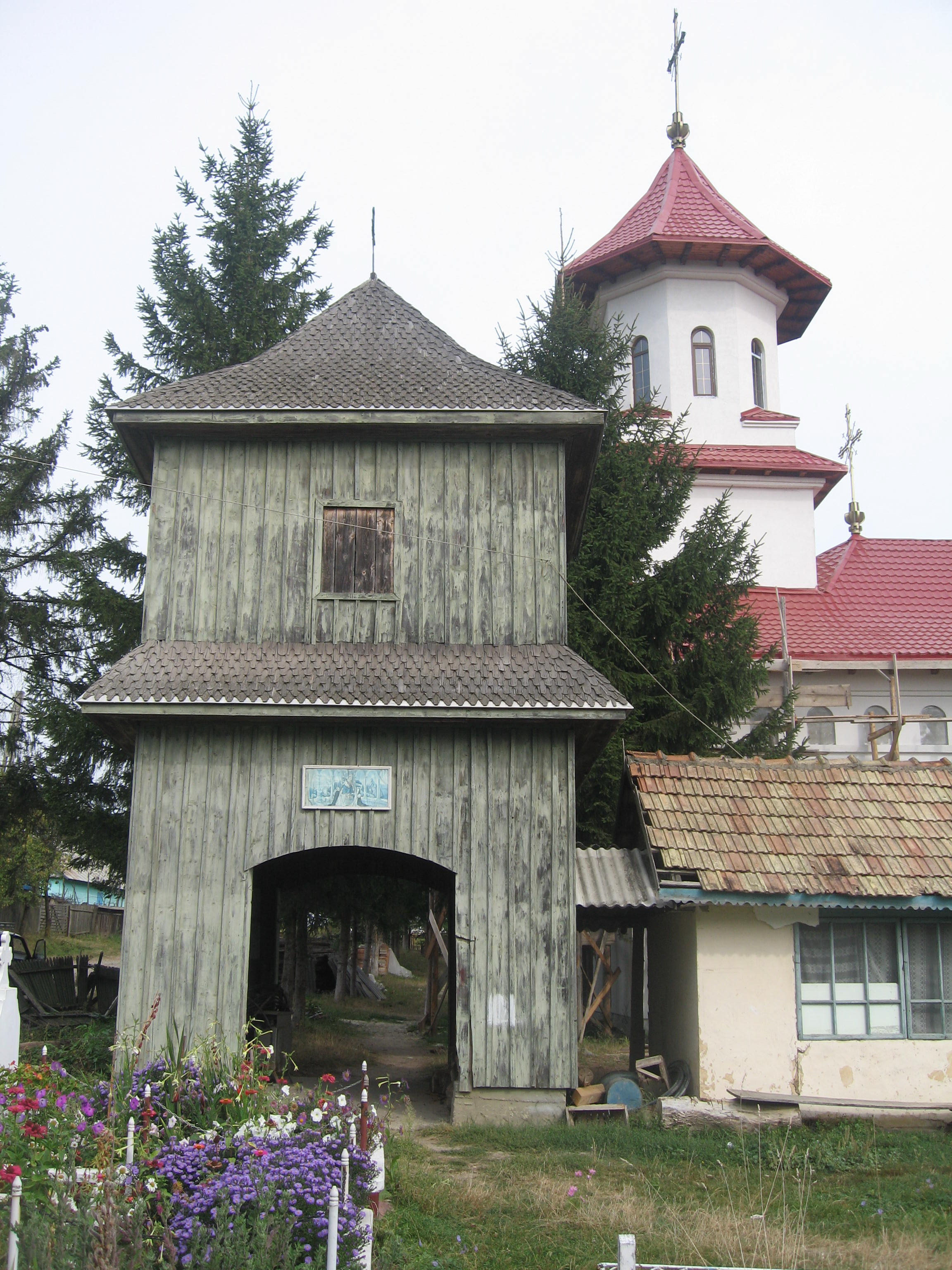
Turnul clopotniță și biserica nouă